# Vođinci
Vođinci è un comune della Croazia di 2 113 abitanti della Regione di Vukovar e della Sirmia.